# هار (فیلم)
هار (انگلیسی: Rabid) فیلمی در ژانر ترسناک و علمی–تخیلی به کارگردانی دیوید کراننبرگ است که در سال ۱۹۷۷ منتشر شد. از بازیگران آن می‌توان به مریلین چیمبرز اشاره کرد.